# Paragaleopsomyia eja
Paragaleopsomyia eja är en stekelart som beskrevs av Girault 1917. Paragaleopsomyia eja ingår i släktet Paragaleopsomyia och familjen finglanssteklar. Inga underarter finns listade i Catalogue of Life.